# Sargento Cabral (Santa Fe)
Sargento Cabral (Santa Fe) é uma comuna da província de Santa Fé, na Argentina.